# Plesiochrysa italotis
Plesiochrysa italotis är en insektsart som först beskrevs av Banks 1910.  Plesiochrysa italotis ingår i släktet Plesiochrysa och familjen guldögonsländor. Inga underarter finns listade i Catalogue of Life.